# Radio Almenara
Radio Almenara es una radio comunitaria y una radio Libre que emite desde 1991 en diversos puntos de la FM,  (106.7) , en La Ventilla (Norte de Madrid), y se escucha en Valdeacederas, Barrio del Pilar, Ventilla, Begoña, Herrera Oria y casi todo el Distrito de Tetuán. Está gestionada por la Asociación Radio Almenara, que da nombre a la emisora, también colabora activamente de este proyecto "Colectivo Tetuan-Ventilla para el seguimiento de Menores y Jóvenes".
Tras su asistencia en diversos encuentros de medios comunitarios de toda España, en 2009 se asoció a la Red de Medios Comunitarios, También forma parte de la Unión de Radios Libres y Comunitarias de Madrid y de la Plataforma de Asociaciones de Tetuán.
Radio Almenara es la radio libre y comunitaria de la Ventilla. Está Situada en el norte de Madrid y se puede escuchar a través de la FM en Valdeacederas, Barrio del Pilar, Ventilla, Begoña y Herrera Oria. Además a través del streaming puedes escucharla en cualquier parte con una conexión a internet.
Radio Almenara existe desde el año 1991: desde entonces han ocurrido muchas cosas y podemos decir que este es el mejor momento que ha vivido la Radio a lo largo de su existencia. Después de numerosos cambios en el punto del dial, parece que estamos estabilizados en el 106.7 FM. Contamos con un estudio de radio equipado (híbrido telefónico, 2 tocadiscos, pletinas de CD y casete) y un sistema que nos permite emitir las 24 horas del día y programar la parrilla.
La radio y el resto de actividades de la Asociación se financian con las cuotas de los socios, actividades autoorganizadas y subvenciones públicas gestionadas por el colectivo.
Radio Almenara es un vehículo (como tantas otras radios libres, fanzines, etc.) para dar salida a la cultura y la información alternativa que no tiene cabida en ningún otro medio de comunicación.
La filosofía de la radio es la de un colectivo plural que toma las decisiones asambleariamente. Este colectivo es el que lleva a cabo todas las actividades que se desarrollan bajo el nombre de la radio. En la actualidad una persona trabaja a media jornada desarrollando algunos proyectos de talleres de la radio y facilitando la participación activa de las personas que la conforman. Radio Almenara forma parte de la federación de radios libres y comunitarias de Madrid URCM, de la Plataforma de Asociaciones de Tetuán y de la Red Estatal de Medios Comunitarios.
Estas son las actividades que se vienen desarrollando en Radio Almenara:
Talleres de participación en radio 
Programación informativa/contrainformativa. 
Actividades culturales y que fomentan la participación en el barrio. 
Programación musical especializada. 
Periodismo social y local. 
Colaboración con plataformas y colectivos en la dimensión comunicativa. 
Desarrollo y mantenimiento de la página web actualizada. 
Desarrollo de herramientas informáticas en código abierto.
Un numeroso grupo de personas pasan diariamente por la radio para desarrollar sus propios proyectos que se engarzan en el propio proyecto de radio Almenara.
Defendemos el derecho de medios de comunicación gestionados de manera directa, sin mediaciones partidistas ni confesionales, al margen del modelo empresarial o del estado. Por ello en este medio no se admiten espacios publicitarios comerciales.
Estudios centrales de Radio Almenara: calle Magnolias, 35 (Madrid, parada de metro más cercana: Ventilla - Plaza de Castilla)

## Programación
A unas horas es programación exclusivamente de Radio Almenara, el resto del día es programación proveniente de las restantes emisoras pertenecientes a La Unión de Radios Libres y Comunitarias de Madrid. Algunos de los programas de Radio Almenara también se escuchan por las restantes emisoras pertenecientes a La Unión de Radios Libres y Comunitarias de Madrid. Casi todos los días de 3:15 a 8:30 radio formula musical de contenidos musicales con licencia copyleft (Continuidad Musical), excepto excepciones. 
Durante varios años La Feria del Niño De Tetuán (Bravo Murillo, un domingo de mayo) lo que se escucha en los altavoces se simultaneaba a través de las ondas de Radio Almenara. 
Durante varios años Festival Almenara (Parque La Ventilla - Rodríguez Sahagún un fin de semana de junio) lo que se escucha en los altavoces y escenario (conciertos, actuaciones) se simultaneaba a través de las ondas de Radio Almenara.